# Жигайлов, Вячеслав Иванович
Вячеслав Иванович Жигайлов (4 октября 1976, Суворово, Молдавская ССР) — молдавский футболист, вратарь, футбольный тренер.

## Биография
В первой половине карьеры выступал за клубы-середняки чемпионата Молдавии — «Тигина» (Бендеры) и кишинёвские «Конструкторул», «Агро» и «Молдова-Газ». Провёл более 100 матчей в высшем дивизионе национального чемпионата.
В 2001 году впервые перешёл в зарубежный клуб — туркменскую «Нису», в её составе провёл два сезона в чемпионате Туркменистана, становился чемпионом (2001) и серебряным призёром (2002). Затем в течение двух лет выступал во втором дивизионе России за «Смену» (Комсомольск-на-Амуре). Сезон 2005 года провёл в клубе чемпионата Белоруссии «Славия» (Мозырь). В 2006 году играл за казахстанские клубы «Энергетик» (Павлодар) и «Кайсар».
В конце игровой карьеры снова выступал в Молдавии. На рубеже 2000-х и 2010-х годов начал тренерскую карьеру. До февраля 2011 года входил в тренерский штаб ФК «Костулены» в качестве тренера вратарей. По состоянию на апрель 2014 года снова работал в этом клубе.
С 2014 года работал тренером вратарей в командах Крыма — «Жемчужина» (Ялта), «Кызылташ» (Бахчисарай). Некоторое время исполнял обязанности главного тренера этих клубов. Также работал детским тренером в команде «Скиф» (Симферополь).